# Islam in Belgio

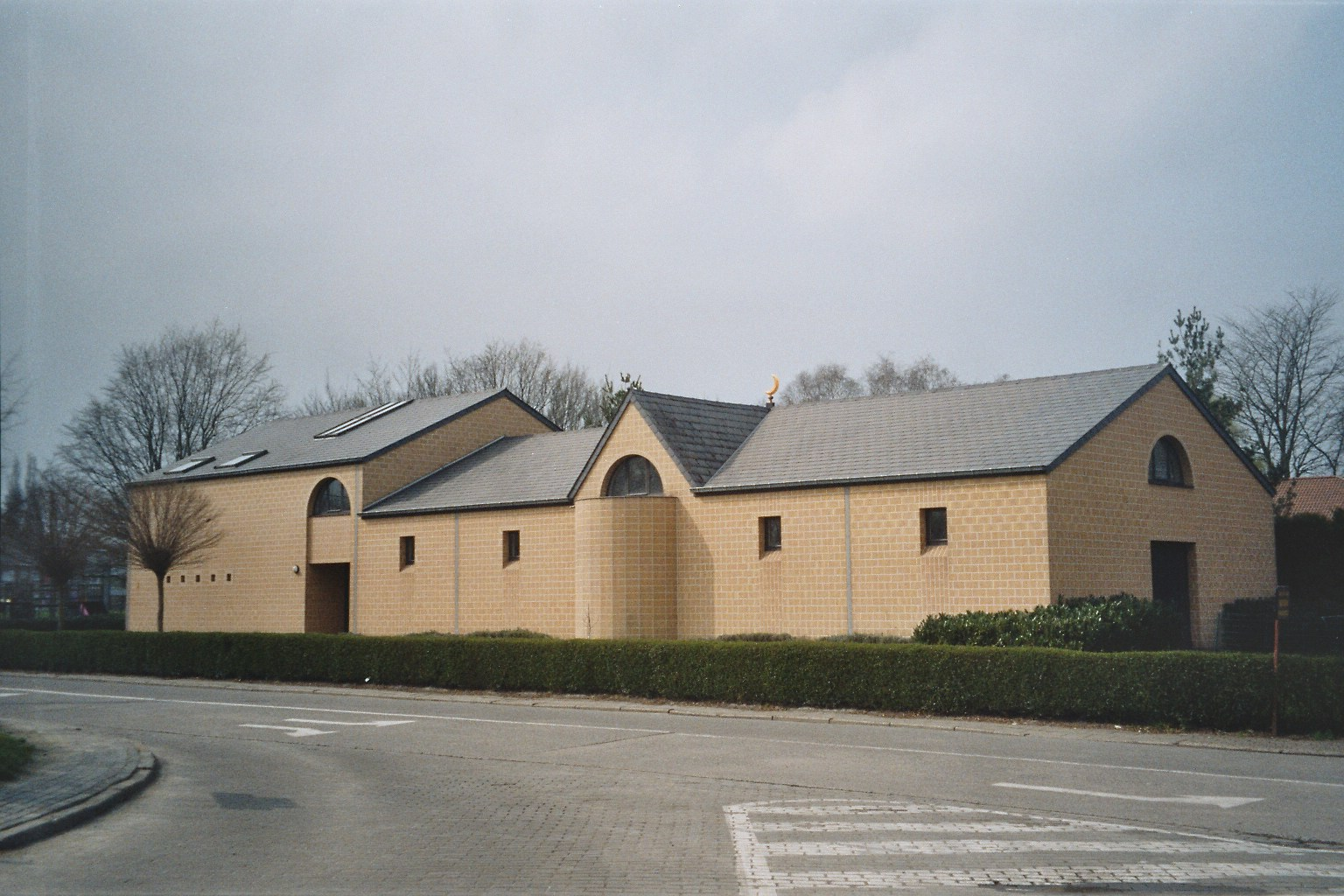
Moschea a Lebbeke

L'Islam, secondo dati raccolti nel 2010, è la seconda religione per numero di fedeli in Belgio, praticata dal 5-6% della popolazione.
Il 98% dei musulmani belgi appartiene alla corrente del sunnismo, il restante 2% sono sciiti. A Bruxelles i musulmani sono il 25,5 % della popolazione, in Vallonia il 4,0 % mentre nelle Fiandre il 3,9%.
Tra i quartieri a forte concentrazione della capitale abbiamo Molenbeek.